# Гаргалидис, Панайотис
Панайотис Гаргалидис (греч.  Παναγιώτης Γαργαλίδης; 1870, Месини, Греческое королевство — 1942, Каламата) — греческий офицер конца XIX — начала XX века. Один из руководителей военного путча 1923 года, получившиего в историографии имя Путч Гаргалидиса-Леонардопулоса.

## Молодость
Гаргалидис родился в 1870 году в городе Месини, Мессения.
Закончив гимназию в сентябре 1887 года, поступил в техническое училище на острове Керкира. В 1896 году был принят в Училище унтер-офицеров армии.
Будучи курсантом, принял участие в греко-турецкой войне 1897 года. Был тяжело ранен в голову осколком снаряда. После лечения вернулся в училище, которое закончил в 1899 году, в звании младшего лейтенанта пехоты.

## Балканские войны
В Первую Балканскую войну (1912—1913) Гаргалидис первоначально воевал в звании капитана. Отличившись в боях против турок, Гаргалидис был повышен в звание майора, и ему был поручен сектор города Нигрита, который прикрывал столицу Македонии, город Фессалоники и находился в непосредственном контакте с союзной на том тот момент болгарской армией. Между тем, неудовлетворённость болгар результатами Первой Балканской войны вела к столкновению с бывшими союзниками, сербами и греками. Пограничные конфликты в секторе Гаргалидиса были непрерывными.
8/21 мая болгарские войска предприняли масштабную операцию против греческих позиций на горе Пайко и в секторе Нигрита:150, а 15/28 мая предприняли мощное наступление в районе города Гевгелия, пытаясь вклиниться между союзными сербской и греческой армиями:154. Гаргалидис, командуя своим батальоном, оказался в эпицентре этих событий, с успехом отразил атаку трёхкратных болгарских сил и отказался выполнять приказ генштаба отойти.
За проявленную «самодеятельность» генштаб потребовал его наказания, но командующий, король Константин, приостановил это дело и наградил Гаргалидиса Орденом «За военные заслуги», за проявленное мужество им лично и его батальоном.
На второй день этой необъявленной войны греческая армия перешла в наступление, в ходе которого взяла Нигриту:158. Гаргалидис отличился при взятии города.
Гаргалидис, командуя свои батальоном, принял участие в последующих греческих победах над болгарами при Мостени, при Килкисе и Лаханасе, в Кресненском ущелье, при Горна Джумая. В этом последнем сражении, в 100 км от болгарской столицы, Гаргалидис был тяжело ранен.

## Первая мировая война
С началом Первой мировой войны и наступившим Национальным расколом, Гаргалидис последовал за премьер-министром Венизелосом в Фессалоники. С вступлением Греции в войну, ему было поручено командование 35-м полком 2-й дивизии.
Во время союзного наступления сентября 1918 года, с целью прорыва германо-болгарской оборонительной линии, благодаря стремительной атаке, которую Гаргалидис предпринял командуя своим полком, ему удалось занять горный массив Преслап. Эта атака привела к прорыву всего Македонского фронта германо-болгар. Успех Гаргалидиса был настолько значителен, что он был награждён на поле боя Военным французским крестом с золотой звездой и отмечен в приказе по союзной армии французским командующим д’Эспере.
Некоторые источники пишут, что впоследствии он был также награждён Орденом Почётного легиона.

## Украинский поход
С окончанием Мировой войны, в 1919 году французский премьер-министр Жорж Клемансо обратился к премьер-министру союзной Греции с просьбой оказать поддержку в интервенции на юг Советской России. Греческий премьер, Элефтериос Венизелос, ответил положительно, предложив целый корпус немногочисленной греческой армии, в составе 3-х дивизий, то есть силы превышающие французские. Предложение Венизелоса было сделано в обмен на поддержку греческих территориальных претензий в Восточной Фракии и Малой Азии, территорий сохранявших своё коренное греческое население:266. В греческой историографии участие греческой армии в этой интервенции получило имя Украинский поход:Α-168.
Гаргалидис отмечен историографией своими действиями на линии фронта, в районе города Херсона. 9 марта была предпринята генеральная атака пехотных частей Красной армии против Херсона, с использованием бронепоездов, в результате которой была занята железнодорожная станция, после чего греческие силы (1-й батальон 34 греческого полка) собрались к крепости, а французские силы (1 рота) на побережье. Положение для обороняющихся становилось критическим. В полдень подошли 2 греческих батальона из 1-го пехотного полка II дивизии, под командованием полковника Гаргалидиса. Гаргалидису удалось вызволить окружённый греческий батальон, но последовавшие уличные бои, в которых на стороне Красной армии приняли и жители города, стреляя из окон, вынудили союзников к общему отступлению. Утром 10 марта греческие и французские части оставили город и были перевезены морем в Одессу.

## Малоазийский поход
В 1919 году, по мандату Антанты, греческая армия заняла западное побережье Малой Азии.Севрский мирный договор 1920 года закрепил временный контроль региона за Грецией, с перспективой решения его судьбы через 5 лет на референдуме населения. Завязавшиеся здесь бои с кемалистами стали приобретать характер войны, которую греческая армия была вынуждена вести уже в одиночку. Из союзников, Италия с самого начала поддержала кемалистов, Франция, решая свои задачи, стала также оказывать им поддержку. Однако греческая армия прочно удерживала свои позиции.
Гаргалидис принял участие в Малоазийском походе в составе II дивизии. В период с декабря 1919 года и по февраль 1920 года он неоднократно замещал на посту комдива дивизии генерал-майора Никоса Влахопулоса. За проявленное мужество при освобождении города Филадельфия, Гаргалидес был повышен в 1920 году в звание генерал-майора, после чего ему было поручено командование ΧΙ дивизией в секторе Кидониес и Магнесии.
Однако в том же году, геополитическая ситуация изменилась коренным образом и стала роковой для греческого населения Малой Азии после парламентских выборов в Греции в ноябре 1920 года. Под лозунгом «мы вернём наших парней домой» и получив поддержку, значительного в тот период, мусульманского населения, на выборах победили монархисты. Гаргалидис был среди офицеров, сторонников Венизелоса, вынужденных оставить армию. Он передал XI дивизию полковнику-монархисту Николаосу Кладасу, под командованием которого дивизия стала «наихудшей из всех дивизий Малозийской армии»:187. Хотя Гаргалидис в отличие от других офицеров сторонников Венизелоса не принимал никаких действий против правительства монархистов, летом 1921 года он был допрошен. Допрос носил характер политического преследования.
Возвращение в страну германофила короля Константина освободило союзников от обязательств по отношению к Греции. Уже в иной геополитической обстановке и не решив вопрос с греческим населением Ионии, монархисты продолжили войну. Правление монархистов завершилось поражением армии и резнёй и изгнанием коренного населения Ионии. Николаос Триандафиллакос, последний премьер-министр монархистов, остававшийся во главе правительства всего месяц, в своей попытке усилить греческий корпус в Восточной Фракии, отозвал Гаргалидиса в действующую армию.

## Революция 1922 года
Генерал-майор Гаргалидис принял участие в последовавшем антимонархистском восстании греческой армии 11 сентября 1922 года и вошёл в руководимый генералом Пангалосом, вместе с генералами Мазаракисом, Мелетопулосом, Манетасом, Церулисом:388:357.
Под давлением своих бывших союзников, в октябре 1922 года Греция была вынуждена подписать
Муданийское перемирие, оставить без боя Восточную Фракию (сегодняшнюю европейскую Турцию) и отвести свои войска за реку Эврос (Марица).
Поскольку мирное соглашение ещё не было подписано и возобновление военных действий не исключалось, одной из первоочерёдных задач Революционного правительства было усиление так называемой Армии Эвроса. Командование 3-го армейского корпуса Эвроса было поручено Гаргалидису.
Под руководством генерала Пангалоса была создана хорошо оснащённая и боеспособная армия в 100 тысяч штыков. Английский историк Д. Дакин пишет, что если бы в этот момент было бы принято решение о возобновлении военных действий, то армия Эвроса могла бы молниеносно дойти до Константинополя и турки были не в состоянии остановить её:364.
Однако Э. Венизелос, возглавивший греческую делегацию на Лозаннской мирной конференции использовал Армию Эвроса как угрозу и дипломатическое оружие но подписался под оставлением Восточной Фракии в пределах нового турецкого государства. Это вызвало гнев генерала Пангалоса решившего использовать Армию Эвроса для установления военной диктатуры и возобновления военных действий в Восточной Фракии. Будучи личным другом лидера революции Н. Пластираса, Гаргалидис предупредил его о угрозе. Пластирас молниеносными действиями заручился поддержкой других офицеров Армии Эвроса, послал в отставку Пангалоса и назначил на его место генерал-майора Пьеракоса-Мавромихалиса.

## Путч Гаргалидиса — Леонардопулоса
Большинство греческих историков приписывают «Чудо Эвроса» (то есть создание в короткий срок Армии Эвроса) генералу Пангалосу, принижая тем самым вклад в это Чудо его подчинённых генерал-майоров Гаргалидиса и Леонардопулоса.
Заслуги Гаргалидиса, как в создании Армии Эвроса, так и в предотвращении путча Пангалоса, не были учтены Революционным комитетом и командующим 3-го корпуса армии вместо него был назначен генерал А. Оттонеос.
Это сблизило Гаргалидиса не только с офицерами-венизелистами возмущёнными подписанием Лозаннских соглашений, но и с монархистами.
В создаваемой разношёрстной коалиции недовольных Революционным комитетом, монархисты, т. н. «Группа майоров», которой руководил полковник Г. Зирас, оставили лидерство генерал-майорам Гаргалидису и Леонардопулосу как в силу их авторитета в армии так и силу того что они были венизелистами:400.
В октябре 1923 года Греция вступила в предвыборный период. Выборы были назначены на 2 декабря. Путч Гаргалидиса — Леонардопулоса состоялся в ночь с 21 на 22 октября.
Намерением путчистов было вынудить правительство к отставке без вооружённого насилия, создание временного правительства которое проведёт «честные выборы».
О своих намерениях путчисты объявили в 3 газетах: «Армия подтверждает что не будет вмешиваться ни в политическую жизнь, ни в формирование нового правительства ни в деятельность этого правительства. Она ограничиться соблюдением порядка и своими военными обязанностями»:402.
Путчисты выступили в провинции, оставив правительству столицу, Фессалоники и несколько других провинциальных центров.
Реакция Революционного комитета была молниеносной. Одновременно путч был встречен враждебно местными властями, церквью и политическими партиями.
Несмотря на своё численное превосходство, путчисты не проявляли инициативу и теряли время. К 25 октября Революционный комитет вернул под свой контроль всю Северную Грецию.
Силы Гаргалидиса-Леонардопулоса на полуострове Пелопоннес, насчитывавшие 4.500 человек, собрались в городе Коринф, планируя идти на Афины. Корабли ВМФ, остававшегося верным Революции, угрожали Коринфу обстрелом, что вынудило коменданта сдать город без сопротивления.
27 октября, после непродолжительного столкновения в районе горы Киферон, Гаргалидис принял условия сдачи предъявленные ему Пластирасом. Путч был подавлен:361.
1284 офицеров, участвовавших в путче или симпатизировавших ему были изгнаны из армии:405.
Среди них был и адъютант короля, Николаидис.
15 ноября сформированный в Элевсине «Полевой трибунал» единогласно приговорил Гаргалидиса к смертной казни и лишения офицерского звания, вместе с Леонардопулосом и подполковниками Аврампосом м Николареосом.
Понадобилось вмешательство многих правительств, включая Папы римского Пия XI, чтобы расстрелы не состоялись. Впоследствии приговорённые были амнистированы и Революционный комитет ограничился их изнанием из армии.
Выборы состоялись 16 декабря и стали триумфом партий близких к Венизелосу. Монархисты тказались принять участие в выборах.
Путч Гаргалидиса-Леонардопулоса был охарактеризован «монархистским движением»:407.
и получил несоразмерное с целями его организаторов значение в последовавших политических событиях.
Усилившиеся антимонархистские тенденции привели к провозглашению 25 марта 1924 года Второй Греческой Республики.

## Последние годы
После своего освобождения Гаргалидис стал сторонником возвращения монархии и стал «красной тряпкой» для венизелистов.
Однако в октябре 1926 года, пытаясь примирить страну, правительство решило пересмотреть дела 500 офицеров, с тем чтобы отозвать их в армию.
Гаргалидис был назначен членом комитета рассмотревшего дела этих офицеров, как лицо приемлемое всеми сторонами.
Генерал майор Гаргалидис был реабилитирован в 1935 году.
В силу возраста и болезней, Гаргалидис не принял участие в греко-итальянской войне 1940—1941 годов.
Генерал-майор Гаргалидис у мер в период тройной, германо-итало-болгарской, оккупации Греции в городе Каламата, в 1942 году.